# Малеко (провинция)
Провинция Малеко  (на испански: Provincia de Malleco) е провинция в Чили в състава на регион Араукания. Административен център е Ангол.
Провинцията включва в състава си 11 общини. Административно се управлява от губернатор. Заема територия от 13 433,3 км². Населението е 201 615 души по данни от преброяване през 2002 г., при плътност на населението – 15,01 души/км².

## География
Провинцията обхваща северната част на регион Араукания.
Провинцията граничи:
- на север – с провинция Био-Био
- на изток – с провинция Неукен (Аржентина)
- на юг – с провинция Каутин
- на запад – с провинция Арауко

## Административно деление
Провинцията включва 11 общини:
- Ангол . Админ.център — Ангол.
- Колипули . Админ.център - Колипули.
- Куракаутин . Админ.център - Куракаутин.
- Ерсиля . Админ.център - Ерсиля.
- Лонкимай . Админ.център - Лонкимай.
- Лос Саусес . Админ.център — Лос Саусес.
- Лумако . Админ.център - Лумако.
- Пурен . Админ.центр - Пурен.
- Ренайко . Админ.център - Ренайко.
- Трайгуен . Админ.център - Трайгуен.
- Виктория . Админ.център - Виктория.